# Carl Rudolph von Wild
Carl Rudolf Wild, ab 1888 von Wild (* 22. Dezember 1859 in Kassel; † 7. Januar 1951 ebenda) war ein deutscher Arzt und Abgeordneter des Provinziallandtages der preußischen Provinz Hessen-Nassau.

## Leben

### Herkunft und Familie
Johann Rudolf Wild (* 1747, Urgroßvater von Carl Rudolph) kam im 18. Jahrhundert aus Bern  und ließ sich in Kassel als Apotheker nieder. Dessen gleichnamiger Sohn Johann Rudolf  (* 1783) erhielt durch Beschluss des Berner Großrates die Erlaubnis, das Prädikat  von Wild zu führen. Preußen bestätigte diese Entscheidung am 8. Februar 1888 für alle Nachkommen des Johann Rudolf Wild. 
Carl Rudolf von Wild wurde als Sohn des Geheimen Medizinalrats Philipp Friedrich von Wild und dessen Ehefrau Lydia Jakobine Emilie Ihlée geboren. Sein jüngerer Bruder Johann Rudolf (* 1862) war Sanitätsrat in Frankfurt am Main.
Der Staatsminister Adolf Wild von Hohenborn (1860–1925) war sein Cousin.

### Wirken
Nach dem Abitur im Jahre 1878 am Friedrichsgymnasium in Kassel studierte er Medizin an den Universitäten in Würzburg, Göttingen, Tübingen und Freiburg und legte sein medizinisches Staatsexamen in Würzburg ab. Nach einer Beschäftigung als Assistenzarzt in den Jahren 1884 bis 1888 in Göttingen, Breslau und Berlin ließ er sich als Arzt in Kassel nieder. 
1894 übernahm er die Leitung der Frauenabteilung des Diakonissenhauses in Kassel und blieb bis 1919 in dieser Funktion tätig. 
Von 1911 bis 1919 hatte er einen Sitz im Kurhessischen Kommunallandtag des Regierungsbezirks Kassel, aus dessen Mitte er ein Mandat für den Provinziallandtag der Provinz Hessen-Nassau erhielt. 

### Öffentliche Ämter und Ehrungen
- 1894 – 1904 Vorsitzender des Kasseler Ärztevereins
- 1904 – 1919 Vorsitzender der wirtschaftlichen Ärztevereinigung
- Mitglied des Beirates des Hartmannbundes
- Vorsitzender des Vereins für Tuberkulosefürsorge
- Vorsitzender der Walderholungsstätte Kragenhof
- Kuratoriumsmitglied des Fröbelseminars und der Kuratoriumsschule
- Sanitätsrat

### Sonstiges
Von Wild war als Oberstabsarzt Kriegsteilnehmer in den Lazaretten Rethel und Chauny, in Frankreich gelegen. Gegen Kriegsende war er in den Kasseler Lazaretten an der Tischbeinstraße, der Weserstraße und im Diakonissenhaus eingesetzt.